# Beskid Skoczów
Beskid Skoczów – polski klub sportowy, założony w 1923 roku w Skoczowie.

## Informacje ogólne
- Pełna nazwa: Klub Sportowy Beskid Skoczów
- Zmiany nazw:
- Skoczowski Klub Sportowy 1923 – 1945
- Klub Sportowy Domu Kultury Skoczów 1945 – 1947
- Robotniczy Klub Sportowy Metalowiec 1947 – luty 1949
- Klub Sportowy Włókniarz (fuzja z KS Kapelusznik) luty 1949 – marzec 1957
- Klub Sportowy Beskid Skoczów marzec 1957 – 1978
- Beskid Skoczów 1978 – 2009
- Beskid 09 Skoczów 2009 – 2012
- Beskid Skoczów 2012 –
- Rok założenia: 1923
- Barwy: biało-niebieskie
- Adres: ul. Sportowa 6, 43-430 Skoczów
- Stadion: im. Rudolfa Kukucza

pojemność: 1120 miejsc
w tym 920 miejsc siedzących
oświetlenie: brak
wymiary: 100 m x 64 m
- Prezes: Tomasz Michalak
- Trener: Bartosz Woźniak

## Sukcesy
- Awans do III ligi: 1982 (3 sezony), 1997 (1 sezon), 2008 (1 sezon)

## Historia
Piłka nożna dotarła do Skoczowa dzięki żołnierzom włoskim, którzy przybyli do miasta aby nadzorować zbliżający się plebiscyt na Śląsku Cieszyńskim (1919). Mimo tego iż plebiscyt nie odbył się, a żołnierze odjechali, to zanim tak się stało Skoczowianie podpatrzyli grających w piłkę nożną w wolnym czasie Włochów oraz zdobyli się na odkupienie kilku skórzanych piłek.
W pełni zorganizowany klub powstał w 1923 roku jako Skoczowski Klub Sportowy, a najważniejsze role pełnili w nim dwaj skoczowscy kupcy: Wiktor Pawlik, który był jego pierwszym prezesem oraz Jan Drabina – kierownik techniczny sekcji piłki nożnej. Choć piłka nożna była najpopularniejsza, to klub starał się promować i inne sporty jak biegi uliczne, wyścigi kolarskie i motorowe, tenis ziemny. W 1927 nowym prezesem klubu został nauczyciel, kpt. Rudolf Kukucz, który swój wysiłek skupił na budowie nowego stadionu, gdyż jak do tej pory piłkarze grali na miejskim targowisku, przy dzisiejszej ul. Targowej, brak było szatni (przebierano się w pobliskiej restauracji). Pomysł ten spotkał się z wielkim poparciem Związku Strzeleckiego "Strzelec", pomoc finansowa przyczyniła się do szybszego oddania nowego stadionu do użytku. 3 czerwca 1933 roku odbyło się uroczyste otwarcie nowego obiektu, uhonorowane obecnością wojewody śląskiego Michała Grażyńskiego. Umiejscowiony był na prawym brzegu Wisły, wokół boiska piłkarskiego znajdowała się czterystumetrową bieżnia, skocznia i rzutnia, boiska do siatkówki i koszykówki, kort tenisowy oraz domek klubowy, a w 1935 już także mała kryta strzelnica. Przed wojną był to największy i najnowocześniejszy kompleks sportowy na ówczesnym Śląsku Cieszyńskim i rzecz jasna wizytówka samego Skoczowa. Jednak sami piłkarze nie odnosili znaczących sukcesów.
Po wojnie klub reaktywowano jako Klub Sportowy Domu Kultury Skoczów, pierwszym prezesem został Antoni Poćwierz. Poza piłkarską wznowiono sekcje lekkoatletyczną, szachową oraz tenisa stołowego. 1 maja 1946 roku odbył się pierwszy oficjalny mecz piłkarski na jeszcze nie odremontowanym stadionie, zniszczonym w trakcie wojny, pomiędzy Skoczowianami a żołnierzami Czerwonej Armii, wygrany przez gospodarzy 5:1. Przez pewien czas w Skoczowie istniały dwa kluby piłkarskie, poza Domem Kultury także KS Kapelusznik, a ich połączenie nastąpiło w 1957 pod nowym szyldem: Klub Sportowy Włókniarz. W połączonym klubie sukcesy poza piłkarską odnosiły sekcje narciarstwa, tenisa stołowego (II liga śląska), lekkoatletyki, skibobów, szachów, siatkówki. W 1951 piłkarze ówczesnego Włókniarza wywalczyli mistrzostwo klasy B, premiowane awansem do klasy międzywojewódzkiej, z kolei w której Skoczowianie uplasowali się na miejscu 2. tuż za Stalą Cieszyn. W marcu 1957 postanowiono wykorzystać możliwość bycia sponsorowanym przez skoczowskie zakłady, równocześnie zmieniając nazwę na KS Beskid Skoczów. Duży przypływ gotówki w latach 70. umożliwił remont stadionu (płot, nowe boisko treningowe, kasy), wybudowanie nowych bieżni, skoczni, rzutni, oraz nowego pawilonu sportowego. Natomiast piłkarze pierwszy raz awansowali do ligi na szczeblu wojewódzkim na sezon 1976/1977. W 1978 nastąpiła kolejna zmiana nazwy i sponsora na FSM Beskid od Fabryki Samochodów Małolitrażowych w Bielsku-Białej. Zapowiadało się nad wyraz ciekawie, gdyż dzięki nowemu sponsorowi, który dysponował o wiele większymi zasobami finansowymi od poprzedników, spodziewano się powtórzenia sukcesu z 1976. Wydarzenie w Polsce w 1981 sprawiły, iż FSM zrezygnowało ze sponsoringu Skoczowian, a klub chylił się ku upadkowi, był bliski rozwiązania. Pomimo tego w 1982 Beskid Skoczów pierwszy raz w historii awansował do III ligi. Przez kolejne 3 sezony mecze w Skoczowie cieszyły się dużym zainteresowaniem, widownia często wynosiła 3000 kibiców, (Skoczów to 15-tysięczne miasteczko). Na kolejny taki sukces czekano do drugiej połowy lat 90. W 1995 wybudowano nową halę sportową, a piłkarze awansowali do IV ligi. Dwa lata później awans I drużyny do III ligi zbiegł się z awansem juniorów do ligi makroregionalnej oraz wywalczenia mistrzostwa byłego województwa bielskiego przez trampkarzy. Wyraźny kryzys nastąpił w 2003 roku po degradacji z ligi okręgowej. W 2009 roku klub został rozwiązany z powodu bankructwa, w jego miejsce powstał KP Beskid 09 Skoczów. W lipcu 2012 roku Klub powrócił do historycznej nazwy "Beskid Skoczów". W sezonie 2015/2016 pierwsza drużyna Beskidu Skoczów wywalczyła awans do IV ligi śląskiej II grupy.

## Występy w poszczególnych latach

### Włókniarz Skoczów
| sezon | Liga                           | Miejsce               | Poziom rozgrywek |
| 1951  | Klasa B                        | 1.miejsce (awans) ↑   | 4                |
| 1952  | Klasa A gr. VIII (Cieszyn)     | 2.miejsce             | 3                |
| 1953  | Klasa A gr. IV (Bielsko-Biała) | 11.miejsce (spadek) ↓ | 4                |
| 1954  | Klasa B                        | ?                     | 5                |
| 1955  | Klasa B                        | 7.miejsce             | 5                |
| 1956  | Klasa B                        | 4.miejsce             | 5                |

### Beskid Skoczów
| sezon                   | Liga                                | Miejsce                   | Poziom rozgrywek |
| 1957                    | Klasa A gr. IV (Bielsko-Biała)      | 4.miejsce                 | 4                |
| 1958                    | Klasa A                             | 4.miejsce                 | 4                |
| 1959                    | Klasa A                             | 12.miejsce                | 4                |
| 1960                    | Klasa A                             | 3.miejsce                 | 4                |
| 1960/1961               | Klasa A                             | 7.miejsce                 | 4                |
| 1961/1962               | Klasa A                             | 8.miejsce                 | 4                |
| 1962/1963               | Klasa A                             | 10.miejsce                | 4                |
| 1963/1964               | Klasa A                             | 11.miejsce                | 4                |
| 1964/1865               | Klasa A                             | 8.miejsce                 | 4                |
| 1965/1966               | Klasa A                             | 10.miejsce                | 4                |
| 1966/1967               | Klasa A                             | 8.miejsce                 | 4                |
| 1967/1968               | Klasa A                             | 9.miejsce                 | 4                |
| 1968/1969               | Klasa A                             | 3.miejsce                 | 4                |
| 1969/1970               | Klasa A                             | 11.miejsce                | 4                |
| 1970/1971               | Klasa A                             | 5.miejsce                 | 4                |
| 1971/1972               | Klasa A                             | 2.miejsce                 | 4                |
| 1972/1973               | Klasa A                             | 7.miejsce                 | 4                |
| 1973/1974               | Klasa A                             | 7.miejsce                 | 4                |
| 1974/1975               | Klasa A                             | 11.miejsce                | 4                |
| 1975/1976               | Klasa A                             | 8.miejsce                 | 5                |
| 1976/1977               | Klasa A                             | 1.miejsce (awans) ↑       | 5                |
| 1977/1978               | Liga Okręgowa                       | 13.miejsce                | 4                |
| 1978/1979               | Liga Okręgowa                       | 7.miejsce                 | 4                |
| 1979/1980               | Liga Okręgowa                       | 5.miejsce                 | 4                |
| 1980/1981               | Liga Okręgowa                       | 4.miejsce                 | 4                |
| 1981/1982               | Liga Okręgowa                       | 1.miejsce (awans) ↑       | 4                |
| 1982/1983               | III liga (międzywojewódzka) gr.VI   | 10.miejsce                | 3                |
| 1983/1984               | III liga (międzywojewódzka) gr. VI  | 9.miejsce                 | 3                |
| 1984/1985               | III liga (międzywojewódzka) gr. VI  | 13.miejsce (spadek) ↓     | 3                |
| 1985/1986               | Liga Okręgowa                       | 7.miejsce                 | 4                |
| 1986/1987               | Liga Okręgowa                       | 14.miejsce (spadek) ↓     | 4                |
| 1987/1988               | Klasa A                             | 1.miejsce (awans) ↑       | 5                |
| 1988/1989               | Liga Okręgowa                       | 8.miejsce (reorganizacja) | 4                |
| 1989/1990               | Liga Okręgowa                       | 5.miejsce                 | 5                |
| 1990/1991               | Liga Okręgowa                       | 6.miejsce                 | 5                |
| 1991/1992               | Liga Okręgowa                       | 3.miejsce                 | 5                |
| 1992/1993               | Liga Okręgowa                       | 3.miejsce                 | 5                |
| 1993/1994               | Liga Okręgowa                       | 2.miejsce                 | 5                |
| 1994/1995               | Liga Okręgowa                       | 1.miejsce (awans) ↑       | 5                |
| 1995/1996               | Liga Wojewódzka                     | 10.miejsce                | 4                |
| 1996/1997               | Liga Wojewódzka                     | 2.miejsce (awans) ↑       | 4                |
| 1997/1998               | III liga (międzywojewódzka) gr. III | 16.miejsce (spadek) ↓     | 3                |
| 1998/1999               | IV liga gr. śląska II               | 4.miejsce                 | 4                |
| 1999/2000               | IV liga gr. śląska II               | 6.miejsce                 | 4                |
| 2000/2001               | IV liga gr. śląska II               | 6.miejsce                 | 4                |
| 2001/2002               | IV liga gr. śląska II               | 10.miejsce                | 4                |
| 2002/2003               | IV liga gr. śląska II               | 15.miejsce (spadek) ↓     | 4                |
| 2003/2004               | Liga okręgowa gr. Bielsko           | 1.miejsce (awans) ↑       | 5                |
| 2004/2005               | IV liga gr. śląska II               | 9.miejsce                 | 4                |
| 2005/2006               | IV liga gr. śląska II               | 11.miejsce                | 4                |
| 2006/2007               | IV liga gr. śląska II               | 3.miejsce                 | 4                |
| 2007/2008               | IV liga gr. śląska II               | 3.miejsce                 | 4                |
| reorganizacja rozgrywek |                                     |                           |                  |
| 2008/2009               | III liga gr. opolsko-śląska         | 8. miejsce                | 4                |
| 2009/2010               | Klasa B gr. Skoczów                 | 1. miejsce (awans) ↑      | 8                |
| 2010/2011               | Klasa A gr. Skoczów                 | 1. miejsce (awans) ↑      | 7                |
| 2011/2012               | Liga okręgowa gr. Bielsko           | 4. miejsce                | 6                |
| 2012/2013               | Liga okręgowa gr. Bielsko           | 7. miejsce                | 6                |
| 2013/2014               | Liga okręgowa gr. Bielsko           | 3. miejsce                | 6                |
| 2014/2015               | Liga okręgowa gr. Bielsko           | 4. miejsce                | 6                |
| 2015/2016               | Liga okręgowa gr. Bielsko           | 1. miejsce (awans) ↑      | 6                |
| 2016/2017               | IV liga gr. śląska II               | 10. miejsce               | 5                |
| 2017/2018               | IV liga gr. śląska II               | 15. miejsce (spadek) ↓    | 5                |
| 2018/2019               | Liga okręgowa gr. Bielsko           | 1. miejsce (awans) ↑      | 6                |
| 2019/2020               | IV liga gr. śląska II               | 15. miejsce               | 5                |
| 2020/2021               | Klasa okręgowa gr. śląska VI        | 6. miejsce                | 6                |
| 2021/2022               | Klasa okręgowa gr. śląska VI        | 4. miejsce                | 6                |
| 2022/2023               | Klasa okręgowa gr. śląska VI        | 2. miejsce                | 6                |
| 2023/2024               | Klasa okręgowa gr. śląska VI        | 2. miejsce (awans) ↑      | 6                |
| reorganizacja rozgrywek |                                     |                           |                  |
| 2024/2025               | V liga (grupa śląska II)            | 10. miejsce               | 6                |
| 2025/2026               | V liga (grupa śląska II)            |                           | 6                |

## Prezesi klubu
- Prezesi Beskidu:

Wiktor Pawlik 1923 – 1927
Rudolf Kukucz 1927 – 1938
Marian Bogusz 1938 – 1939
vacat 1939 – 1945
Antoni Poćwierz 1945 – 1949
Stefan Pabiś 1949 – 1951
Jan Kurek 1951 – 1957
Otmar Niedźwiedź 1957 – 1958
Stefan Klimek 1958 – 1961
Otmar Niedźwiedź 1961 – 1963
Józef Cholewa 1963 – (1965?)
Franciszek Moskała (1965?) – 1967
Piotr Drabina 1967 – 1970
Franciszek Mrowczyk 1970 – 1972
Adam Buchta 1972 – 1975
Antoni Kratki 1976 – 1978
Józef Tyc 1978 – 1979
Karol Grelowski 1979 – 1981
Antoni Kratki 1981 – 1994
Ryszard Klaczak 1994 – 2002
Marek Bylica 2002 – 2005
Aleksander Marek 2005 – 2009
Ryszard Klaczak 2009 – 2021
Tomasz Michalak 2021 -

## Trenerzy
- Trenerzy Beskidu:

(lista jest niekompletna)
Zygmunt Pruski 1949 – ?
Jerzy Malik ? – ?
Teodor Krużołek 1963 ? -1966 ?
Stanisław Ciaciura (1967)
Jan Mleczko 1974 – 1977
Willibard Selzer 1977 -?
Józef Niemczyk 1981 - 1982
Antoni Nieroba 1982 – 1985
Eugeniusz Kulik 1985 – 1987
Wojciech Borecki 1994 – 1996
Stanisław Kulik 1996
Zbigniew Janiszewski 1996 – 1998
Joachim Szlosarek 1998 – ?
Edward Mistal 2001 - 2002
Tadeusz Malerz 2002 – 2003
Andrzej Chrobok 2003
Joachim Szlosarek 2003
Jan Mleczko 2003
Jacek Pieniążek 2003
Krzysztof Sornat 2003 – 2004
Andrzej Chrobok 2004
Ryszard Kłusek 2004 – 2005
Franciszek Krótki 2005 – 2006
Piotr Mandrysz 2006 – 2007
Adam Nocoń 2007 – 2008
Karol Michalski 2008 – 2009
Krzysztof Sornat 2009 – 2011
Marcin Michalik 2011 – 2012
Jarosław Bujok 2012 – 2013
Marcin Michalik 2013 – 2015
Mirosław Szymura 2015 – 2018
Kamil Sornat 2018 - 2019
Jarosław Kupis 2019 - 2020
Marcin Michalik 2020 - 2021
Bartosz Woźniak 2021 -

## Piłkarze grający w klubie
- Sławomir Cienciała
- Andrzej Heller
- Ireneusz Jeleń
- Ireneusz Kościelniak
- Sebastian Olszar
- Bogdan Prusek
- Adrian Sikora
- Ryszard Staniek
- Mieczysław Sikora
- Grzegorz Dziuk
- Grzegorz Pilch